# 梅爾·斯特里德
梅爾·斯特里德爵士（1961年9月30日—）是一位英國保守黨籍政治人物。現任英國影子財政大臣，曾任劍橋大學學生會的會長。自2010年開始，他擔任中德文選區選出的英國下議院議員。2019年獲任命為下議院領袖兼樞密院議長，但上任僅兩個月便被新上台的首相鲍里斯·约翰逊辭退。